# Васильевский остров (Новосибирские острова)
Васи́льевский — бывший остров (в настоящее время Васильевское мелководье, Васильевская банка) в юго-западной части Новосибирских островов (крайний запад Ляховских островов), в восточной части моря Лаптевых. Прежде чем он исчез, он был одним из самых маленьких островов в архипелаге. Мелководье (или банка) получило название по острову. К северо-востоку располагается Семёновская банка, к востоку — остров Столбовой. В 2013 году в этом районе был обнаружен новый остров.

## Исторические сведения
Остров Васильевский впервые был обнаружен в 1814 году якутским мещанином Н. С. Бельковым. В 1815 году его передовщик якут Максим Ляхов установил, что это новый остров. Первое посещение острова Н. С. Бельковым состоялось 26 апреля 1822 года.
В 1823 году остров посетил начальник гидрографической экспедиции лейтенант П. Ф. Анжу при своём следовании на остров Бельковский. По данным его исследований, длина острова Васильевский составила 7,4 км, ширина 0,5 км.
Со времени своего открытия, остров Васильевский быстро уменьшался в размерах за счёт таяния льда, смешанного с породами. В 1912 году длина острова сократилась до 4,6 км.
Остров полностью исчез к середине 1930-х годов. Последний раз остров был нанесён на навигационных картах издания 1936 года, после чего на его месте значилась Васильевская банка. Наименьшая глубина в 1965 году составила 0,8 м. Затем увеличение глубин продолжилось за счёт вытаивания льдистых включений в породах дна, химических процессов и под воздействием морского волнения.

## Образование нового острова
В сентябре 2013 года в этом районе (примерно в 1 км от прежнего расположения острова Васильевского) снова была обнаружена суша площадью около 500 м². Весной 2014 года снимки с вертолёта подтвердили образование нового острова. Он находится на 73°59’25.2" северной широты и 133°05’28.1" восточной долготы (73 градуса 59’086" северной широты и 133 градуса 07’398" восточной долготы), имеет размеры (с учётом лагуны) примерно 370 на 125 м, возвышаясь над уровнем моря примерно на полметра, и выглядит, как гряда торосов.